# José Renato da Silva Júnior
José Renato da Silva Júnior, noto semplicemente come Renato (Maceió, 19 gennaio 1990), è un calciatore brasiliano, difensore del Ponte Preta.

## Caratteristiche tecniche
È un terzino destro.

## Carriera
Ha esordito fra i professionisti il 26 maggio 2010 disputando con la maglia dello Sport Recife l'incontro di Série B perso 2-1 contro l'Icasa.